# Mt. Helium
A Mt. Helium (korábbi nevén The Apex Theory) egy örmény/amerikai rockegyüttes. A zenekar a népszerű System of a Down (SOAD) mellék-projektjének számított. 1999-ben alakult meg Los Angelesben. Először egy bemutatkozó középlemezt jelentettek meg 2001-ben, amelyet 2002-ben és 2008-ban két nagylemez követett. Zeneileg progresszív, illetve alternatív metalt játszottak, de népzenei és dzsesszes elemek is felfedezhetők dalaikban. 2008-ban a zenekar feloszlott. Lemezeiket a DreamWorks Records, és  TOYS.of.the.MASSES. kiadók jelentették meg.

## Tagok

### Jelenlegi tagok
- Art Karamian – gitár, ének
- David Hakopyan – basszusgitár
- Sammy J. Watson – dobok

### Korábbi tagok
- Ontronik Khachaturian – ének (1999–2002)

## Diszkográfia
- Topsy-Turvy (2002)
- Faces (2008)

## Egyéb kiadványok
- The Apex Theory (2001)
- Inthatskyissomethingwatching (2004)
- Lightpost (2007)